# Danio
Danio (Synonym: Brachydanio Weber und de Beaufort, 1916) ist eine Gattung der Bärblinge (Rasborinae). Die Süßwasserfische kommen auf dem Indischen Subkontinent, auf Sri Lanka und in Südostasien von Birma bis zur Malaiischen Halbinsel und auf Sumatra vor. Sie leben in fließenden und stehenden Gewässern, manchmal auch auf überfluteten Reisfeldern. Einige Danio-Arten sind beliebte Aquarienfische; der gut erforschte Zebrabärbling ist auch ein Modellorganismus in der Genetik und Entwicklungsbiologie.

## Merkmale
Danio-Arten besitzen einen langgestreckten, seitlich wenig abgeflachten Körper und erreichen eine Länge von zwei cm bis 8,5 cm. Die Fische sind ansprechend gefärbt, meist in Blau- und Gelbtönen. Weibchen sind weniger intensiv gefärbt als die Männchen, sind fülliger und werden etwas größer. Das Maul ist end- oder leicht oberständig. Es wird von ein bis zwei Paaren von Barteln flankiert. Die Seitenlinie ist im Unterschied zur Seitenlinie bei der Gattung Devario reduziert, reicht höchstens bis hinter die Afterflosse oder fehlt ganz. Die Rückenflosse hat sechs bis sieben geteilte Flossenstrahlen, die Afterflosse zehn bis 13, immer weniger als bei der Gattung Devario.
Danio-Arten sind keine Schwarmfische im eigentlichen Sinn, leben aber in sozialen Verbänden, die in den mittleren und oberen Bereichen ihrer Heimatgewässer leben. Zur Fortpflanzung sondern sich jeweils ein Männchen und ein Weibchen kurzfristig ab.

## Arten

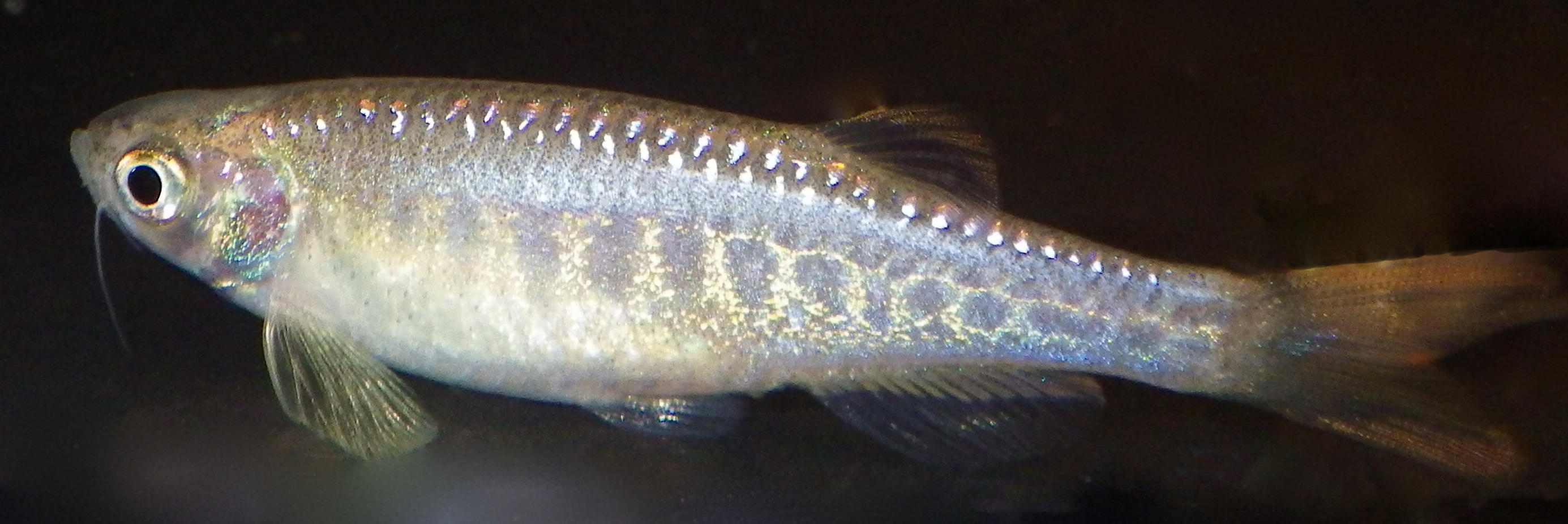
Danio aesculapii

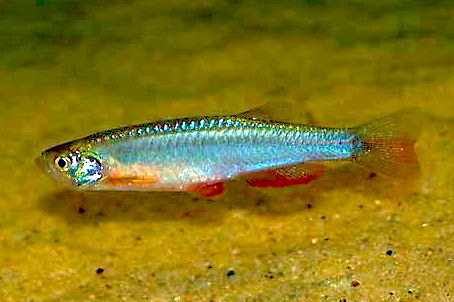
Schillerbärbling

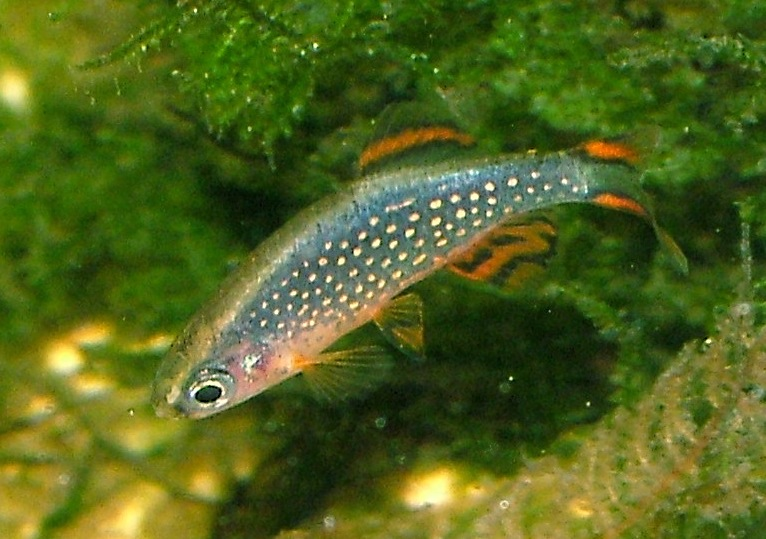
Perlhuhnbärbling

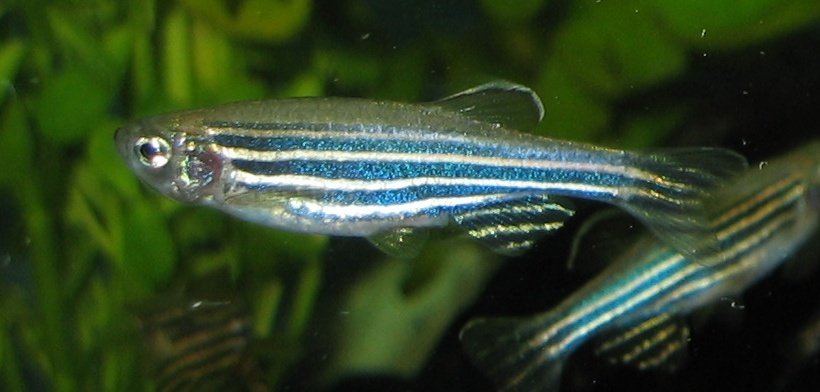
Zebrabärbling

- Danio absconditus Kullander & Britz, 2015
- Danio aesculapii Kullander & Fang, 2009
- Schillerbärbling (Danio albolineatus (Blyth, 1860))
- Danio annulosus Kullander et al., 2015
- Danio assamila Kullander, 2015[1]
- Rubinbärbling (Danio choprae Hora, 1928[2])
- Danio catenatus Kullander, 2015[1]
- Danio concatenatus Kullander, 2015[1]
- Danio dangila Hamilton, 1822
- Querstreifen-Zwergbärbling (Danio erythromicron (Annandale, 1918))
- Danio feegradei Hora, 1937
- Danio flagrans Kullander, 2012
- Danio htamanthinus Kullander & Norén, 2016
- Danio jaintianensis (Sen, 2007)
- Inselbärbling (Danio kerri (Smith, 1931))
- Kyathitbärbling (Danio kyathit Fang, 1998)
- Danio kysonensis Nguyen, Nguyen & Mua, 2010
- Perlhuhnbärbling (Danio margaritatus (Roberts, 2007))
- Danio meghalayensis Sen & Dey, 1985
- Danio muongthanhensis Nguyen, 2001
- Tüpfelbärbling (Danio nigrofasciatus Day, 1870)
- Danio quagga Kullander, Liao & Fang, 2009
- Danio quangbinhensis Nguyen, Le & Nguyen, 1999
- Zebrabärbling (Danio rerio Hamilton, 1822)
- Rosenbärbling oder Rosen-Schillerbärbling (Danio roseus Fang & Kottelat, 2000)
- Danio sysphigmatus Kullander, 2015[1]
- Danio tinwini Kullander & Fang, 2009
- Danio trangi Ngô, 2003